# Tianjin Eye

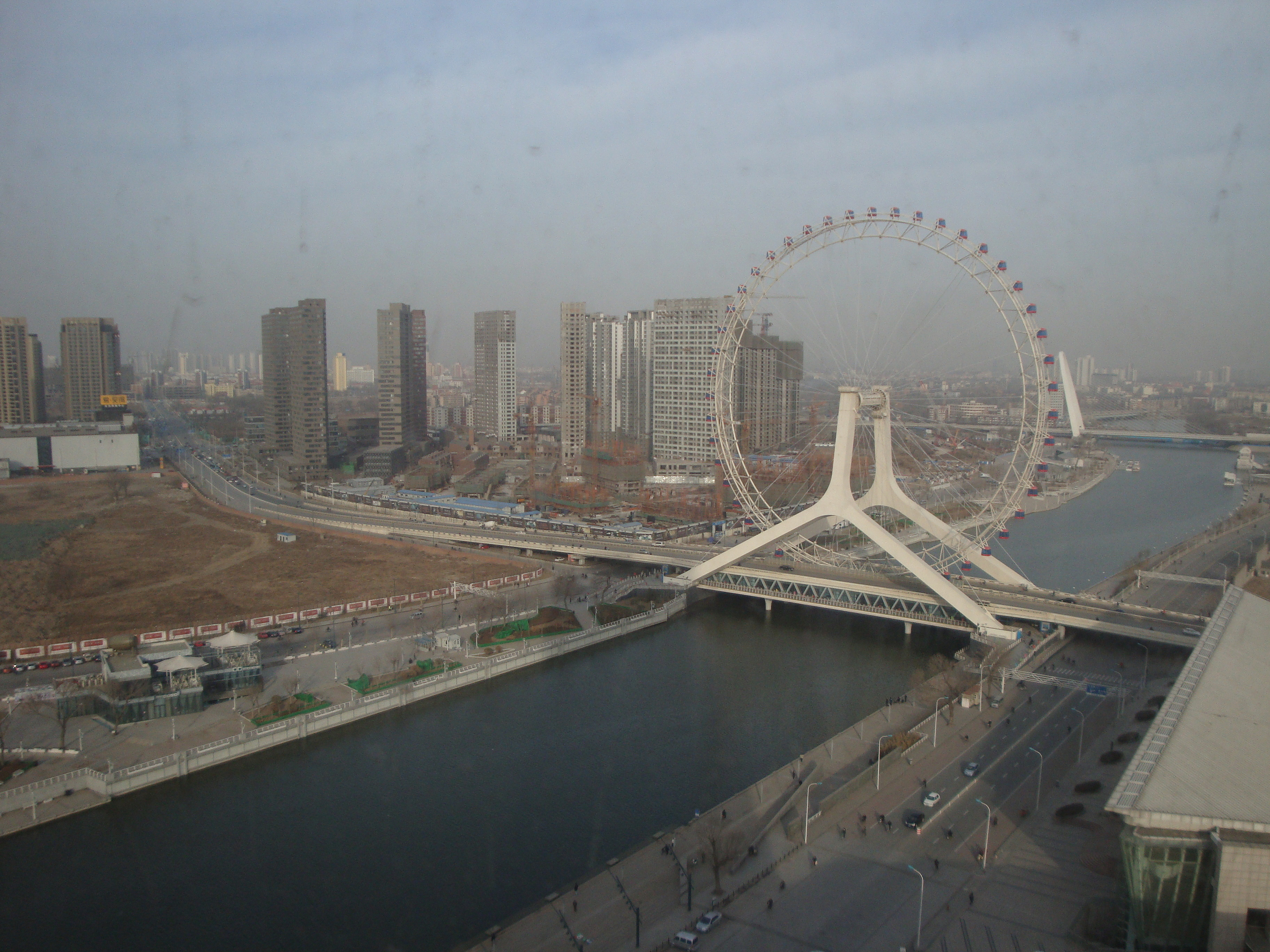

A Tianjin Eye egy 120 méter magas óriáskerék, melyet a Hai-folyó fölött futó Chihai-hídra építettek Tiencsinben (Kína). Ez az egyetlen olyan óriáskerék, melyet híd fölé építettek.

## Építése
A kerék építését 2007-ben kezdték meg, a szerkezetet 2007. december 18-án fejezték be, majd 2008. április 7-én nyitották meg a közönség előtt. Kínában további három 120 méter magas óriás kerék van, a Csöngcsou óriáskerék (2003-ban épült), a Csangsa óriáskerék (2004-ben épült) és a Szucsou óriáskerék (2009-ben épült). Az egyetlen magasabb kerék Kínában a 160 méteres Star of Nanchang, melyet 2006-ban nyitottak meg. Amikor befejeződnek a 208 méter magas Beijing Great Wheel építési munkálatai, a Tianjin Eye a harmadik helyre csúszik.

## Jellemzői
A Tianjin Eye 48 kapszulája egyenként nyolc utas befogadására képes. Egyetlen fordulatot harminc perc alatt tesz meg. Átmérője 110 méter. Tiszta időjárás esetén akár 40 kilométer távolságba is el lehet látni a kerék kapszuláiból.